# Dirka po Španiji 1994
Dirka po Španiji 1994 (špansko Vuelta a España 1994) je 49. izvedba dirke po Španiji, tritedenske moške cestne kolesarske etapne dirke. Začela se je 25. aprila v Valladolidu in končala 15. maja v Madridu. Sodelovalo je 170 kolesarjev iz 17-ih ekip. Rumeno majico je tretjič zapored osvojil Tony Rominger (Mapei–CLAS), drugo mesto Mikel Zarrabeitia, tretje pa Pedro Delgado (oba Banesto). Rožnato majico je osvojil Laurent Jalabert (ONCE), belo majico je osvojil Luc Leblanc (Festina–Lotus), oranžno majico pa Mauro Radaelli (Brescialat–Ceramiche Refin).

## Ekipe
- Amore & Vita–Galatron
- Artiach–Nabisco
- Banesto
- Brescialat–Ceramiche Refin
- Castellblanch
- Euskadi-Petronor
- Festina–Lotus
- Jolly Componibili–Cage
- Kelme–Avianca–Gios
- Mapei–CLAS
- Mercatone Uno–Medeghini
- Navigare–Blue Storm
- ONCE
- Recer–Boavista
- Santa Clara-Samara
- Sicasal–Acral
- TVM–Bison Kit

## Etape
| Etapa | Datum     | Štart/Cilj                              | Razdalja | Tip     | Tip                  | Zmagovalec                 |         |
| ----- | --------- | --------------------------------------- | -------- | ------- | -------------------- | -------------------------- | ------- |
| 1     | 25. april | Valladolid                              | 9 km     |         | posamični kronometer | Tony Rominger (SUI)        |         |
| 2     | 26. april | Valladolid – Salamanca                  | 178,4 km |         | ravninska etapa      | Laurent Jalabert (FRA)     |         |
| 3     | 27. april | Salamanca – Cáceres                     | 239 km   |         | ravninska etapa      | Laurent Jalabert (FRA)     |         |
| 4     | 28. april | Almendralejo – Córdoba                  | 235,6 km |         | ravninska etapa      | Endrio Leoni (ITA)         |         |
| 5     | 29. april | Córdoba – Granada                       | 166,9 km |         | ravninska etapa      | Laurent Jalabert (FRA)     |         |
| 6     | 30. april | Granada – Sierra Nevada                 | 151,7 km |         | gorska etapa         | Tony Rominger (SUI)        |         |
| 7     | 1. maj    | Baza – Alicante                         | 256,5 km |         | ravninska etapa      | Simone Biasci (ITA)        |         |
| 8     | 2. maj    | Benidorm – Benidorm                     | 39,5 km  |         | posamični kronometer | Tony Rominger (SUI)        |         |
| 9     | 3. maj    | Benidorm – Valencia                     | 166 km   |         | ravninska etapa      | Jean-Paul van Poppel (NED) |         |
| 10    | 4. maj    | Igualada – Andorra-Arcalís (Andora)     | 205 km   |         | gorska etapa         | Ángel Camargo (COL)        |         |
| 11    | 5. maj    | Andorra la Vella (Andora) – Cerler      | 195,3 km |         | gorska etapa         | Tony Rominger (SUI)        |         |
| 12    | 6. maj    | Benasque – Zaragoza                     | 226,7 km |         | ravninska etapa      | Laurent Jalabert (FRA)     |         |
| 13    | 7. maj    | Zaragoza – Pamplona                     | 201,6 km |         | ravninska etapa      | Laurent Jalabert (FRA)     |         |
| 14    | 8. maj    | Pamplona – Sierra de la Demanda         | 174 km   |         | gorska etapa         | Tony Rominger (SUI)        |         |
| 15    | 9. maj    | Santo Domingo de la Calzada – Santander | 209,3 km |         | hribovita etapa      | Alessio Di Basco (ITA)     |         |
| 16    | 10. maj   | Santander – Lagos de Covadonga          | 147,7 km |         | gorska etapa         | Laurent Jalabert (FRA)     |         |
| 17    | 11. maj   | Cangas de Onís – Monte Naranco          | 150,4 km |         | gorska etapa         | Bart Voskamp (NED)         |         |
| 18    | 12. maj   | Ávila – Ávila                           | 189 km   |         | gorska etapa         | Giuseppe Calcaterra (ITA)  |         |
| 19    | 13. maj   | Ávila – Palazuelos de Eresma            | 171 km   |         | gorska etapa         | Marino Alonso (ESP)        |         |
| 20    | 14. maj   | Segovia – Palazuelos de Eresma          | 53 km    |         | posamični kronometer | Tony Rominger (SUI)        |         |
| 21    | 15. maj   | Palazuelos de Eresma – Madrid           | 165,7 km |         | ravninska etapa      | Laurent Jalabert (FRA)     |         |
|       | Skupaj    | Skupaj                                  | 3531 km  | 3531 km | 3531 km              | 3531 km                    | 3531 km |

## Razvrstitev po klasifikacijah
| Etapa  | Zmagovalec           | Rumena majica · | Rožnata majica · | Bela majica ·          | Ekipno     |
| ------ | -------------------- | --------------- | ---------------- | ---------------------- | ---------- |
| P      | Tony Rominger        | Tony Rominger   | Tony Rominger    | brez                   | Banesto    |
| 1      | Laurent Jalabert     | Tony Rominger   | Tony Rominger    | brez                   | Banesto    |
| 2      | Laurent Jalabert     | Tony Rominger   | Laurent Jalabert | José Manuel Uría       | Banesto    |
| 3      | Endrio Leoni         | Tony Rominger   | Laurent Jalabert | Ignacio García Camacho | Banesto    |
| 4      | Laurent Jalabert     | Tony Rominger   | Laurent Jalabert | Luc Leblanc            | Banesto    |
| 5      | Tony Rominger        | Tony Rominger   | Laurent Jalabert | Luc Leblanc            | Mapei–CLAS |
| 6      | Simone Biasci        | Tony Rominger   | Laurent Jalabert | Luc Leblanc            | Mapei–CLAS |
| 7      | Tony Rominger        | Tony Rominger   | Laurent Jalabert | Tony Rominger          | Mapei–CLAS |
| 8      | Jean-Paul van Poppel | Tony Rominger   | Laurent Jalabert | Luc Leblanc            | Banesto    |
| 9      | Ángel Camargo        | Tony Rominger   | Laurent Jalabert | Tony Rominger          | Banesto    |
| 10     | Tony Rominger        | Tony Rominger   | Tony Rominger    | Tony Rominger          | Mapei–CLAS |
| 11     | Laurent Jalabert     | Tony Rominger   | Laurent Jalabert | Tony Rominger          | Mapei–CLAS |
| 12     | Laurent Jalabert     | Tony Rominger   | Laurent Jalabert | Tony Rominger          | Mapei–CLAS |
| 13     | Tony Rominger        | Tony Rominger   | Laurent Jalabert | Tony Rominger          | Mapei–CLAS |
| 14     | Alessio Di Basco     | Tony Rominger   | Laurent Jalabert | Tony Rominger          | Banesto    |
| 15     | Laurent Jalabert     | Tony Rominger   | Laurent Jalabert | Tony Rominger          | Banesto    |
| 16     | Bart Voskamp         | Tony Rominger   | Laurent Jalabert | Tony Rominger          | Banesto    |
| 17     | Giuseppe Calcaterra  | Tony Rominger   | Laurent Jalabert | Luc Leblanc            | Banesto    |
| 18     | Marino Alonso        | Tony Rominger   | Laurent Jalabert | Luc Leblanc            | Banesto    |
| 19     | Tony Rominger        | Tony Rominger   | Tony Rominger    | Luc Leblanc            | Banesto    |
| 20     | Laurent Jalabert     | Tony Rominger   | Laurent Jalabert | Luc Leblanc            | Banesto    |
| Skupaj | Skupaj               | Tony Rominger   | Laurent Jalabert | Luc Leblanc            | Banesto    |

## Končna razvrstitev
| Legenda | Legenda                                    | Legenda | Legenda                          |
| ------- | ------------------------------------------ | ------- | -------------------------------- |
|         | Predstavlja vodilnega v skupnem seštevku   |         | Predstavlja vodilnega po točkah  |
|         | Predstavlja vodilnega v gorski razvrstitvi |         | Predstavlja vodilnega v šprintih |
|         | Predstavlja vodilnega v vmesnih šprintih   |         |                                  |

### Rumena majica
| Poz. | Kolesar                 | Ekipa           | Čas         |
| ---- | ----------------------- | --------------- | ----------- |
| 1    | Tony Rominger (SUI)     | Mapei–CLAS      | 92h 07' 48" |
| 2    | Mikel Zarrabeitia (ESP) | Banesto         | + 7' 28"    |
| 3    | Pedro Delgado (ESP)     | Banesto         | + 9' 27"    |
| 4    | Alex Zülle (SUI)        | ONCE            | + 10' 54"   |
| 5    | Oliverio Rincón (COL)   | ONCE            | + 13' 09"   |
| 6    | Luc Leblanc (FRA)       | Festina–Lotus   | + 15' 27"   |
| 7    | Vicente Aparicio (ESP)  | Banesto         | + 15' 48"   |
| 8    | Luis Pérez (ESP)        | Castellblanch   | + 16' 46"   |
| 9    | Fernando Escartín (ESP) | Mapei–CLAS      | + 16' 54"   |
| 10   | Alberto Camargo (COL)   | Artiach–Nabisco | + 20' 35"   |

### Rožnata majica
| Poz. | Kolesar                             | Ekipa                 | Točke |
| ---- | ----------------------------------- | --------------------- | ----- |
| 1    | Laurent Jalabert (FRA)              | ONCE                  | 243   |
| 2    | Tony Rominger (SUI)                 | Mapei–CLAS            | 227   |
| 3    | Alex Zülle (SUI)                    | ONCE                  | 121   |
| 4    | Mikel Zarrabeitia (ESP)             | Banesto               | 117   |
| 5    | Pedro Delgado (ESP)                 | Banesto               | 89    |
| 6    | Juan Carlos González Salvador (ESP) | Carrera Jeans–Tassoni | 83    |
| 7    | Oliverio Rincón (COL)               | ONCE                  | 78    |
| 8    | Jean-Paul van Poppel (NED)          | Festina–Lotus         | 77    |
| 9    | Roberto Pagnin (ITA)                | Navigare–Blue Storm   | 67    |
| 10   | Paulo-Antonio Fanelli (ITA)         | Carrera Jeans–Tassoni | 64    |

### Bela majica
| Poz. | Kolesar                  | Ekipa               | Točke |
| ---- | ------------------------ | ------------------- | ----- |
| 1    | Luc Leblanc (FRA)        | Festina–Lotus       | 158   |
| 2    | Michele Coppolillo (ITA) | Navigare–Blue Storm | 148   |
| 3    | Tony Rominger (SUI)      | Mapei–CLAS          | 136   |
| 4    | Oliverio Rincón (COL)    | ONCE                | 99    |
| 5    | Mikel Zarrabeitia (ESP)  | Banesto             | 76    |

### Ekipna razvrstitev
| Poz. | Ekipa                   | Čas          |
| ---- | ----------------------- | ------------ |
| 1    | Banesto                 | 276h 42' 43" |
| 2    | Mapei–CLAS              | + 10' 01"    |
| 3    | ONCE                    | + 18' 15"    |
| 4    | Castellblanch           | + 40' 55"    |
| 5    | Festina–Lotus           | + 43' 32"    |
| 6    | Artiach–Nabisco         | + 48' 18"    |
| 7    | Kelme–Avianca–Gios      | + 54' 52"    |
| 8    | Euskadi-Petronor        | + 1h 40' 24" |
| 9    | Mercatone Uno–Medeghini | + 1h 51' 54" |
| 10   | Recer–Boavista          | + 2h 30' 44" |

### Rdeča majica
| Poz. | Kolesar                  | Ekipa                      | Točke |
| ---- | ------------------------ | -------------------------- | ----- |
| 1    | Mauro Radaelli (ITA)     | Brescialat–Ceramiche Refin | 44    |
| 2    | Orlando Rodrigues (POR)  | Artiach–Nabisco            | 29    |
| 3    | Roberto Pagnin (ITA)     | Navigare–Blue Storm        | 22    |
| 4    | Fabio Roscioli (ITA)     | Brescialat–Ceramiche Refin | 8     |
| 5    | Julio Cesar Cadena (COL) | Kelme–Avianca–Gios         | 7     |

### Oranžna majica
| Poz. | Kolesar                   | Ekipa                      | Točke |
| ---- | ------------------------- | -------------------------- | ----- |
| 1    | Alessio Di Basco (ITA)    | Amore & Vita–Galatron      | 39    |
| 2    | Giuseppe Calcaterra (ITA) | Amore & Vita–Galatron      | 18    |
| 3    | Fabio Roscioli (ITA)      | Brescialat–Ceramiche Refin | 11    |
| 4    | Michele Coppolillo (ITA)  | Navigare–Blue Storm        | 11    |
| 5    | Roberto Pagnin (ITA)      | Navigare–Blue Storm        | 6     |